# Петро Гасуха
Петро Гасуха (1893 — 11 листопада 1920) — учасник антибільшовицького повстання (1920—1921) під проводом кошового отамана Івана Біленького.

## Біографія
Петро Гасуха народився 1893 року у селі Пащенкова Балка (нині село Пащенки Решетилівського району). До 1914 року навчався у Полтавській духовній семінарії.
В роки Першої світової війни служив в російській армії.
Протягом 1918—1919 років працював у селі Куликівка (нині село Шевченкове Решетилівського району) секретарем Куликівського волосного виконкому Кобеляцького повіту. Після розрому Денікінщини — начальник міліції 3-го району Костянтиноградського повіту.
Після того як більшовики ліквідували партію Українських комуністів-боротьбістів, до якої належав Петро Гасуха, він навесні 1920 року пристав до повстанського загону кошового отамана Івана Біленького. З Іваном Біленьким Петро Гасуха був знайомий з часів спільної служби в російській армії.
20 листопада 1920 року П.Гасуху разом з начальником Головного штабу повстанських загонів Полтавської губернії Рудявським та іншими членами штабу по дорозі до Буланівського лісу було заарештовано в селі Горбанівка під Полтавою.
Згідно з рішенням «трійки» Особливого відділу Південного і Південно-Західного фронтів, 11 листопада 1920 року П. Гасуху було розстріляно.